# Li Ko-csiang
Li Ko-csiang (Li Keqiang) (Tingjüan (Dingyuan), 1955. július 1. – Sanghaj, 2023. október 27.) kínai politikus, a Kínai Népköztársaság miniszterelnöke 2013 és 2023 között.

## Életpályája
Kétkezi munkás volt egy vidéki kommunában, innen emelkedett a politikai ranglétrán felfelé. A Pekingi Egyetemen végzett, jogi diplomája és közgazdasági doktorátusa van. A Kínai Kommunista Párt (KKP) ifjúsági szervezetében az országos vezetésében Hu Csin-tao (Hu Jintao) jobbkeze, majd utódja lett (1993–1998). Előbb – az egyik legnépesebb közép-kínai – Honan, majd Liaoning tartomány élén állt. 2007-ben került a PB állandó bizottságába.
2013. március 15-én miniszterelnökké választották, majd másnap – azután hogy az Országos Népi Gyűlés jóváhagyta tervezett minisztereinek névsorát – megalakította kormányát. Biztos befutóként váltotta a 2013-as parlamenti ülésszakon Ven Csia-paót (Wen Jiabao-t) az államtanács (kormány) élén, miután 2012 novemberében a KKP kongresszusán a héttagú politikai csúcsvezetésbe választották.
Két ötéves ciklus után, 2023 márciusban vonult vissza miniszterelnöki és kabinetvezetői tisztségéből, helyét pedig Li Csiang vette át. Ugyanezen év október 26-án, sanghaji pihenése alatt szívrohamot kapott, majd másnap – az újraélesztésére tett kísérletek ellenére – 68 éves korában elhunyt.